# Kubánská vlajka

Kubánská vlajka
Poměr stran: 1:2

Vlajka Kuby má pět vodorovných pruhů (střídavě tři modré a dva bílé), při žerdi červený rovnostranný trojúhelník a v něm bílou pěticípou hvězdu.
Modré pruhy představují tři tehdejší departmenty, na které byl ostrov rozdělený v době osvobození, bílá barva čistotu a vznešený charakter úmyslů Kubánců bojujících za nezávislost, červený trojúhelník připomíná tři ideály revoluce – volnost, rovnost a bratrství. Jeho barva krev prolitou za nezávislost. Bílá hvězda je hvězdou svobody.
Vlajka, nazývaná La Estrella Solitaria (Osamělá hvězda), vznikla roku 1849 v USA a je americkou vlajkou ovlivněná. Od osamostatnění Kuby v roce 1902 má oficiální charakter. Na kubánském území ji poprvé vztyčil generál Narciso López, když se 19. května 1850 po přistání u Cárdenasu pokusil o osvobození ostrova.

## Galerie

Rozměry kubánské vlajky
Vlajka kubánského prezidenta Poměr stran: 1:1
Kubánská lodní vlajka (Naval Jack) Poměr stran: 2:3
Chilská vlajka (pro porovnání) Poměr stran: 2:3